# 中山世譜
『中山世譜』（ちゅうざんせいふ）は、琉球王国の代表的な歴史書のひとつである。漢文で書かれた歴代国王の伝記を中心としており、中国との関係を中心にまとめた部分（正巻）と、薩摩藩など日本との関係を中心にまとめた部分（附巻）とに分かれている。
1697年に蔡鐸が中心となって編纂がはじまり、『中山世鑑』を漢文に訳し部分的に修正して、1701年に完成した。これを蔡鐸本と呼ぶ。天孫氏に始まり、舜天王から尚益王までの事績が記載されている。正巻5、附巻1（原文には「附巻」と明記されてはいない）に加え、尚豊王の子2人の伝を収める附巻1から成っている。
後年に蔡鐸の子の蔡温が加筆、修正をほどこし、さらに王府系図座によって編纂が継承され、尚泰王までの事績をまとめた。これを蔡温本と呼び、現在用いられているテクストはこれによる。正巻13、附巻7から成る。
蔡鐸本は紛失していたが、1972年（昭和47年）の調査により沖縄県立博物館所蔵の蔡温本に混入しているのが発見された。

## 刊行文献
- 『蔡鐸本 中山世譜　現代語訳』、ISBN 494-7667508
原田禹雄訳注、榕樹書林「琉球弧叢書」、1998年